# 陈官庄遗址
陈官庄遗址，位于山东省临沂市临沭县石门镇陈官庄村，是中华人民共和国山东省文物保护单位之一。
2006年12月7日，授予山东省文物保护单位，是一座古遗址。